# Авеланж
Авеланж (на френски: Havelange) е селище в Южна Белгия, окръг Динан на провинция Намюр. Населението му е около 4800 души (2006).